# Jane Gardam
Jane Gardam   (Coatham, 11 de juliol de 1928 - Chipping Norton, 28 d'abril de 2025), de soltera Jean Mary Pearson, va ser una escriptora anglesa de ficció infantil i per a adults i crítica literària. També va escriure crítiques per a The Spectator i The Telegraph, i va escriure per a la BBC Radio. Va viure a Kent, Wimbledon i Yorkshire. Va guanyar nombrosos premis literaris, inclòs el Premi Whitbread dues vegades. Va ser nomenada Oficial de l'Ordre de l'Imperi Britànic (OBE) en els Honors d'Any Nou de 2009.

## Biografia
Gardam fou filla de William i Kathleen Mary Pearson i va créixer a Cumberland i al North Riding de Yorkshire. Mentre estudiava, es va inspirar en un teatre mòbil dirigit íntegrament per dones per Nancy Hewins, que va crear "She Stoops to Conquer". A disset anys va guanyar una beca per estudiar anglès al Bedford College de Londres, que ara forma part del Royal Holloway de la Universitat de Londres, amb el Bachelor of Arts en 1949. Després de deixar la universitat, Gardam va treballar en diverses feines relacionades amb la literatura, començant per la Llibreria Itinerant de la Creu Roja per a biblioteques d'hospitals, i més tard com a periodista. Es va casar amb David Gardam el 1954 i van tenir tres fills: el periodista Tim Gardam, Catharine (Kitty) Nicholson, una artista botànica que va morir el 2011, i Tom. David Gardam va morir el 2010.
El primer llibre de Jane Gardam va ser una novel·la infantil, A Long Way From Verona (Un llarg camí des de Verona), una narració en primera persona escrita per una noia de tretze anys, publicada el 1971. Va guanyar el Premi Phoenix de l'Associació de Literatura Infantil el 1991. El 1989, Gardam va formar part del jurat del (llavors) Premi del Llibre Whitbread, ara conegut com a Costa Book Awards.
En les seves últimes obres de ficció, va explorar temes relacionats i va relatar històries des de diferents punts de vista en tres novel·les: Old Filth (2004), The Man in the Wooden Hat (L'home del barret de fusta, 2009) i Last Friends (Últims amics, 2013). Un crític estatunidenc va assenyalar que la seva preocupació per "la complexa xarxa de costums i particularitats de classes dels habitants del seu país" no explica per què continua sent menys coneguda per al públic internacional que els seus contemporanis anglesos. Va recomanar Old Filth per la seva "típica excel·lència i llegibilitat compulsiva", escrita per una novel·lista "en el millor moment de la seva carrera". The Spectator va elogiar L'home del barret de fusta per les seves "riques complexitats de cronologia, escenaris i personatges, tots manipulats amb una destresa meravellosa". El 2015, una enquesta de la BBC va votar Old Filth entre les 100 millors novel·les britàniques.
Gardam va morir en un centre d'atenció a Chipping Norton el 28 d'abril de 2025, a 96 anys.

## Obres i reconeixement

### Llibres infantils
- A Long Way from Verona (1971)
- A Few Fair Days (1971)
- The Summer After the Funeral (1973)
- Bridget and William (1981)
- The Hollow Land (1981), guanyador del Whitbread Children's Book Award (1983)
- Horse (1982)
- Kit (1983)
- Kit in Boots (1986)
- Swan (1987)
- Through the Doll's House Door (1987)
- Black Woolly Pony (1993)
- Tufty Bear (1996)
- The Kit Stories (1998)

### Recopilacions de contes
- Black Faces, White Faces (1975), David Higham Prize for Fiction (1975), Winifred Holtby Memorial Prize (1975)
- The Sidmouth Letters (1980)
- The Pangs of Love and Other Stories (1983), Katherine Mansfield Award (1984)
- Showing the Flag and Other Stories (1989)
- Trio: Three Stories from Cheltenham (1993)
- Going into a Dark House (1994), PEN/Macmillan Silver Pen Award (1995)
- Missing the Midnight (1997)
- The Green Man (1998)
- The People on Privilege Hill (2007), nominat pel premi BBC National Short Story Prize[15]
- The Stories of Jane Gardam (2014)

### Novel·les
- Bilgewater (1977)
- God on the Rocks (1978); *Prix Baudelaire (France) (1989): nominada pel Booker Prize (1978)
- Crusoe's Daughter (1985)
- The Queen of the Tambourine (1991); Whitbread Novel Award (1991)
- Faith Fox (1996)
- The Flight of the Maidens (2000)
- Old Filth (2004)
- The Man in the Wooden Hat (2009)
- Last Friends (2013), nominada pel Folio Prize 2014[16][17]

### No-ficció
- The Iron Coast (1994)